# Hoét
Chim Hoét hay Chim Hét (danh pháp khoa học Turdus) là một chi chim thuộc họ Hoét. Chi này có phân bố toàn cầu, với các loài ở châu Mỹ, Châu Âu, châu Á, châu Phi và Úc. Một số loài sinh sống thành đàn ở một số đảo đại dương, và hai loài đã được nhập nội đến New Zealand. Một số loài di cư. 

## Các loài
Chi này có khoảng 65-78 loài hoét thật sự (tùy theo quan điểm phân loại), khi gộp cả bốn loài của 3 chi liệt kê dưới đây, và 1 loài tuyệt chủng gần đây là hoét Grand Cayman (Turdus ravidus). Ba chi được gộp trong chi Hoét là do tính cận ngành của chúng với chi này.
- Cichlherminia: 1 loài, hoét rừng Caribe (Cichlherminia lherminieri) - cận ngành với Turdus. Nay là Turdus lherminieri.
- Platycichla: 2 loài hoét, bao gồm hoét mắt nhạt (Platycichla leucops) và hoét chân vàng (Platycichla flavipes) - một phần của nhóm Nam Mỹ, bị lồng sâu trong phạm vi chi Turdus. Danh pháp tương ứng hiện nay là Turdus leucops và Turdus flavipes.
- Nesocichla: 1 loài, hoét Tristan (Nesocichla eremita) - một phần của nhóm Nam Mỹ, bị lồng sâu trong phạm vi chi Turdus. Nay là Turdus eremitus.

Danh sách các loài trong chi:
- Turdus albicollis
- Turdus albocinctus
- Turdus amaurochalinus
- Turdus assimilis
- Turdus aurantius
- Turdus bewsheri
- Turdus boulboul
- Turdus cardis
- Turdus celaenops
- Turdus chiguanco
- Turdus chrysolaus
- Turdus dissimilis
- Turdus falcklandii
- Turdus feae
- Turdus fulviventris
- Turdus fumigatus
- Turdus fuscater
- Turdus grayi
- Turdus graysoni
- Turdus haplochrous
- Turdus hauxwelli
- Turdus hortulorum
- Turdus ignobilis
- Turdus iliacus
- Turdus infuscatus
- Turdus jamaicensis
- Turdus kessleri
- Turdus lawrencii
- Turdus leucomelas
- Turdus libonyanus
- Turdus maculirostris
- Turdus maranonicus
- Turdus menachensis
- Turdus merula
- Turdus migratorius
- Turdus mupinensis
- Turdus musicus
- Turdus naumanni
- Turdus nigrescens
- Turdus nigriceps
- Turdus nudigenis
- Turdus obscurus
- Turdus obsoletus
- Turdus olivaceofuscus
- Turdus olivaceus
- Turdus olivater
- Turdus pallidus
- Turdus pelios
- Turdus philomelos
- Turdus pilaris
- Turdus plebejus
- Turdus plumbeus
- Turdus poliocephalus
- Turdus ravidus
- Turdus reevei
- Turdus rubrocanus
- Turdus ruficollis
- Turdus rufitorques
- Turdus rufiventris
- Turdus rufopalliatus
- Turdus serranus
- Turdus subalaris
- Turdus swalesi
- Turdus tephronotus
- Turdus torquatus
- Turdus unicolor
- Turdus viscivorus